# Kick In (film fra 1917)
Kick In er en amerikansk stumfilm fra 1917 af George Fitzmaurice.

## Medvirkende
- William Courtenay som Chick Hewes.
- Robert Clugston som Benny.
- Mollie King som Molly Cary.
- Richard Taber som Charlie.
- Suzanne Willa som Myrtle Sylvester.